# Операція «Усміхнений Будда»
Операція «Усміхнений Будда» (гінді स्माइलिंग बुद्धा; Похран-I)  — кодова назва першого успішного випробування ядерної бомби в Індії 18 травня 1974 року. Бомба була підірвана на військовому полігоні Похран у Раджастхані індійською армією під наглядом кількох ключових індійських генералів.
Похран-I був першим підтвердженим випробуванням ядерної зброї державою, яка не входить до п'ятірки постійних членів Ради Безпеки Організації Об'єднаних Націй. Міністерство закордонних справ Індії офіційно схарактеризувало це випробування як «мирний ядерний вибух». Індіра Ганді, тодішня Прем'єр-міністр Індії, помітила величезне зростання популярності після цього випробування. У 1988 році була проведена серія ядерних випробувань під назвою Похран-II.

## Історія

### Передісторія, 1944–1960-ті
Індія розпочала власну ядерну програму в 1944 році, коли Гомі Джеганґір Бгабга заснував Інститут фундаментальних досліджень Тата. Фізик Раджа Раманна зіграв важливу роль у дослідженнях технологій ядерної зброї. Він розширив і керував науковими дослідженнями ядерної зброї та був першим керівником невеликої групи вчених, яка керувала і проводила випробування.

Після здобуття Індією незалежності від Британської імперії прем'єр-міністр Індії Джавахарлал Неру санкціонував розробку ядерної програми на чолі з Гомі Бгабгою. Акт про атомну енергію 1948 року зосереджував увагу на мирному розвитку. Індія брала активну участь у розробці Договору про нерозповсюдження ядерної зброї, але в кінцевому підсумку вирішила не підписувати його.
Ми повинні розвивати цю атомну енергію окремо від війни — на додаток, я думаю, що ми повинні розвивати її для використання в мирних цілях... Звичайно, якщо ми як нація будемо змушені використовувати її в інших цілях, можливо, жодні наші благочестиві почуття не завадять нації використати її таким чином.— Джавахарлал Неру, прем'єр-міністр Індії, 
У 1954 році Гомі Джеганґір Бгабга скерував ядерну програму в напрямку розробки та виробництва зброї. Введено в експлуатацію два важливі інфраструктурні проєкти. Перший проєкт створила Тромбейська установа з атомних досліджень в Мумбаї. Інший створив урядовий секретаріат Департаменту атомної енергії, першим секретарем якого був Бхабха. З 1954 по 1959 рік ядерна програма стрімко зростала. До 1958 року мав одну третину оборонного бюджету на дослідницькі цілі. У 1954 році Індія досягла усного порозуміння з Канадою та Сполученими Штатами в рамках програми «Мирний Атом»; Канада та Сполучені Штати остаточно погодилися надати та встановити дослідницький реактор CIRUS також у Тромбеї. Придбання CIRUS стало переломною подією в розповсюдженні ядерної зброї з розумінням між Індією та Сполученими Штатами, що реактор буде використовуватися лише в мирних цілях. CIRUS був ідеальним об'єктом для розробки плутонієвого пристрою, і тому Неру відмовився прийняти ядерне паливо з Канади й почав програму з розробки власного ядерного паливного циклу.
У липні 1958 року Неру дозволив «Проєкт Фенікс» побудувати переробний завод потужністю 20 тонн палива на рік — розміром, який відповідає виробничій потужності CIRUS. Завод використовував процес PUREX і був розроблений американською корпорацією Vitro. Будівництво плутонієвого заводу розпочалося в Тромбеї 27 березня 1961 року, а в середині 1964 року його ввели в експлуатацію.
Ядерна програма продовжувала розвиватися, й до 1960 року Неру прийняв важливе рішення запустити програму у виробництво. Приблизно в той же час Неру провів переговори з американською фірмою Westinghouse Electric щодо будівництва першої в Індії атомної електростанції в Тарапурі, штат Махараштра. Кеннет Ніколс, інженер армії США, згадує зі зустрічі з Неру так: «це був той час, коли Неру звернувся до Бхабхи та запитав у Бгабги терміни розробки ядерної зброї». Бгабга підрахував, що йому знадобиться близько року, щоб виконати це завдання.
До 1962 року ядерна програма все ще розвивалася, але процес сповільнився. Увагу Неру було відвернено китайсько-індійською війною, під час якої Індія втратила територію Китаю. Неру звернувся по допомогу до Радянського Союзу, але Радянський Союз був зайнятий карибською кризою. Радянське Політбюро відхилило прохання Неру про надання зброї та продовжувало підтримувати китайців. Індія дійшла висновку, що Радянський Союз є ненадійним союзником, і цей висновок зміцнив рішучість Індії створити ядерне стримування. Проєктні роботи розпочалися у 1965 році під керівництвом Бгабги та продовжилися під керівництвом Раджі Раманни, який очолив програму після смерті Бгабги.

### Розробка, 1960–1972
Гомі Джеганґір Бгабга активно лобіював ядерну зброю та виступив із кількома промовами на індійському радіо. У 1964 році Бгабга заявив на радіо індійської громадськості, що «така ядерна зброя напрочуд дешева» й підкріпив свої аргументи посиланням на економічну вартість американської програми ядерних випробувань операція «Плаушер». Бгабга заявив політикам, що пристрій потужністю 10 кт коштуватиме близько 350 000 доларів, а потужністю 2 мт — 600 000 доларів. Виходячи з цього, він підрахував, що «запас» з приблизно 50 атомних бомб буде коштувати менше ніж 21 мільйона доларів, а запас з 50 мегатонних водневих бомб — близько 31,5 мільйона доларів. Операцією «Плаушер» США були отримані величезним промисловим комплексом вартістю в десятки мільярдів доларів, який уже виробив ядерну зброю, що обчислюється десятками тисяч. Системи доставлення ядерної зброї зазвичай коштують набагато більше, ніж сама зброя.
Ядерну програму було частково уповільнено, коли прем'єр-міністром став Лал Багадур Шастрі. Шастрі зіткнувся з індо-пакистанською війною 1965 року. Він призначив фізика Вікрама Сарабгаї керівником ядерної програми, але через свої ненасильницькі гандіанські переконання Сарабгаї направив її на мирні цілі, а не на військовий розвиток.
В 1967 році прем'єр-міністеркою стала Індіра Ганді, і робота над ядерною програмою відновилася з новою силою. Гомі Сетна, інженер-хімік, відіграв важливу роль у розробці збройового плутонію, а Раманна розробив та виготовив усі ядерні пристрої. У першому індійському проєкті створення ядерної бомби працювало не більше 75 учених через його делікатність. Тепер програма зброї була спрямована на виробництво плутонію, а не урану.
У 1968-1969 роках Падманабган Крішеаґопала Ієнґар разом із трьома колегами відвідав Радянський Союз та оглянув ядерні дослідницькі установки у Дубна, Росія. Під час візиту на нього справив враження імпульсний швидкий реактор на плутонієвому паливі. Після повернення до Індії Ієнґар розпочав розробку плутонієвих реакторів, схвалених політичним керівництвом Індії у січні 1969 року. Секретний плутонієвий завод був відомий під назвою «Пурніма», його будівництво розпочалося у березні 1969 року. У керівництво заводу входили Ієнґар, Раманна, Гомі Сетна та Сарабгаї. Присутність Сарабгаї вказує на те, що з офіційним схваленням або без нього роботи зі створення ядерної зброї в Тромбеї вже розпочалися.

### Підготовка та секретність, 1972–1974
У грудні 1971 року, під час індо-пакистанської війни, уряд США направив авіаносну бойову групу на чолі з кораблем USS Enterprise (CVN-65) до Бенгальської затоки у спробі залякати Індію. У відповідь Радянський Союз відправив із Владивостока підводний човен, озброєний ядерними ракетами, щоб переслідувати американську оперативну групу. Радянська відповідь продемонструвала Індірі Ганді стримувальну цінність та значення ядерної зброї та підводних човнів з балістичними ракетами. Індія отримала військову та політичну ініціативу над Пакистаном після приєднання до договору, який розділив Пакистан та призвів до створення Бангладешу.
7 вересня 1972 року, перебуваючи на піку своєї повоєнної популярності, Індіра Ганді уповноважила Центр атомних досліджень Бгабга виготовити ядерний пристрій та підготувати його до випробування. Хоча індійська армія була повністю залучена в ядерні випробування, вище армійське командування було повністю поінформовано про підготовку до випробувань. Підготовка проводилася під пильною увагою політичного керівництва Індії, а цивільні вчені допомагали індійській армії.
Офіційно пристрій називався «Мирний ядерний вибух», але зазвичай його називали «Усміхнений Будда». Пристрій був підірваний 18 травня 1974 року в Будда Джаянті (святковий день в Індії, присвячений народженню Ґаутами Будди). Індіра Ганді суворо контролювала всі аспекти підготовки випробування «Усміхненого Будди», яке проводилося в становищі найсуворішої секретності; крім Ганді, в курсі подій були лише радники Пармешвар Гаксар та Дурга Дгар. Вчений Радж Ченґаппа стверджує, що міністр оборони Індії Джаґдживан Рам не був проінформований про це випробування і дізнався про нього лише після його проведення. Сваран Сінг, міністр закордонних справ, був попереджений лише за 48 годин. В адміністрації Індіри Ганді працювало не більше 75 цивільних учених, а генерал Ґопал Бевур, начальник індійської армії, і командувач Західного командування Індії були єдиними воєначальниками, яких тримали в курсі подій.

### Команди розробників і сайти
Керівником усього проєкту створення ядерної бомби був директор Центру атомних досліджень Бгабга Раджа Раманна. У наступні роки його роль у ядерній програмі буде глибшою, оскільки він залишався керівником ядерної програми більшу частину свого життя. Конструктором та творцем бомби був Падманабган Ієнґар, який був другою особою у цьому проєкті. У роботі Ієнґара допомагали головний металург Раджаґопала Чидамбарам та Наґапаттінам Самбасіва Венкатесан із Дослідницької лабораторії термінальної балістики, який розробив та виготовив систему імплозії вибухових речовин. Вибухові матеріали та система детонації були розроблені Ваманом Даттатреєю Патвардханом із Лабораторії дослідження високоенергетичних матеріалів.
Загальний проєкт займався інженер-хіміком Гомі Сетном, головою Комісії з атомної енергії Індії. Чидамбарам, який пізніше координуватиме роботу над випробуваннями Похран-II, розпочав роботу над рівнянням стану плутонію наприкінці 1967 або на початку 1968 року. Для збереження таємності у проєкті з 1967 по 1974 рік працювало не більше 75 вчених та інженерів. Абдул Калам також прибув на випробувальний полігон як представник Організації оборонних досліджень і розробок.
Асок Ґанґулі був керівником проєкту «Тест» з охорони праці та безпеки, а також керівником програми наукових досліджень після «Тесту». Ще в 1956 році Гангулі був обраний Гомі Бгабгою зі свого академічного посту в Університеті Нотр-Дам, США, де він створив теорію Ґанґулі-Маґі у радіаційній хімії. Під час роботи Ґанґулі в Центрі атомних досліджень Бгабга Вікрам Сарабхаї обрав його для керівництва процесом створення Міністерства довкілля.
Пристрій був імплозійного типу і мав близьку подібність до «Товстуна», американської ядерної бомби, підірваної над Нагасакі в 1945 році. Імплозійна система була зібрана в Лабораторії дослідження балістики терміналів Організації оборонних досліджень і розробок Чандіґарги. Система детонації була розроблена в Лабораторії дослідження матеріалів високої енергії в Пуні, штат Магараштра. 6 кг плутонію були отримані з реактора CIRUS. Нейтронний ініціатор був полоній-берилієвого типу і мав кодову назву Flower (укр. Квітка). Васудева Ія був у команді, яка розробила нейтронний ініціатор. Вся ядерна бомба була спроєктована та остаточно зібрана індійськими інженерами у Тромбеї перед транспортуванням на випробувальний полігон.

## Подальші ядерні вибухи
Попри багато пропозицій, Індія не проводила подальших ядерних випробувань до 1998 року. Після загальних виборів 1998 року на полігоні Похран була проведена операція «Шакті» (також відома як Похран-II) з використанням технології, розробленої та створеної протягом попередніх двох десятиліть.